# Улица Видрижу (Рига)
Улица Ви́дрижу (латыш. Vidrižu iela) — улица в Видземском предместье города Риги, в историческом районе Тейка. Начинается от улицы Ропажу и заканчивается перекрёстком с Бривибас гатве. В средней части примыкает улица Пиебалгас. С другими улицами не пересекается.
На всём протяжении имеет асфальтовое покрытие. Общая длина улицы составляет 277 метров. Общественный транспорт по улице не курсирует.
Застроена многоквартирными домами разного времени постройки. Отличительной особенностью улицы является то, что её проезжая часть последовательно проходит через арки трёх многоэтажных домов.

## История
Упоминается с 1934 года, первоначально как улица Смилтенес (латыш. Smiltenes iela) — по названию латвийского города Смилтене. Современное название, в честь древнего села Видрижи, получила в 1961 году; других переименований не было.